# Maurice Ager
Pour les articles homonymes, voir Ager.
Maurice Ager, né le 9 février 1984 à Détroit, dans le Michigan est un joueur de basket-ball de NBA, jouant pour les Nets du New Jersey. Ager a été choisi en 28e position par les Mavericks de Dallas lors de la draft 2006. Il joue au poste d'arrière et mesure 1,95 m pour 91 kg. Il est connu pour ses qualités athlétiques et pour son beau shoot. Il joue pour les Spartans de Michigan State de 2002 à 2006.

## Carrière universitaire

### Le tournoi NCAA de 2005
Lors des playoffs NCAA de 2005, Maurice Ager guide les Spartans jusqu'au Final Four en battant l'équipe des Kentucky Wildcats au terme de 2 prolongations. Il est donc logiquement élu dans l'équipe type de la région d'Austin en compilant 16,8 pts et 5 rebonds par matches. Malgré sa belle prestation contre les North Carolina Tar Heels avec 24 points, son équipe s'incline face au futur champion.

### Année Senior
Durant son année Senior, Ager score 19,3 points par match mais les Spartans ne connaissent pas le succès que bon nombre de spécialistes leur prédisaient. Les Spartans sont ainsi classé au cinquième rang des universités américaines mais ils perdent contre l'équipe de George Mason au premier tour (à noter que George Mason a atteint le Final Four).

### 2005 Maui Invitational Tournament
Le 22 novembre 2005, lors du Maui Invitational Tournament, Ager est opposé aux Gonzaga Bulldogs de Adam Morrison dans l'un des matchs les plus intenses de l'année. Alors que son équipe est menée de trois points, et qu'il ne reste pour ainsi dire plus de temps au chrono, Ager plante un shoot à trois points sur le buzzer pour envoyer le match en prolongation. Malgré les 36 points de Ager (meilleure performance de son équipe), Gonzaga vient à bout des Wildcats au terme de trois prolongations (109-106). Le lendemain, Ager mène les Wildcats, marquant 20 points pour défaire Arizona 74-71 en prolongation.

## Carrière professionnelle
Le 28 juin 2006, Ager est sélectionné à la 28e place de la draft par les Mavericks de Dallas. Il dispute son premier match sous les couleurs de sa nouvelle franchise le 1er juillet 2006 contre l'équipe nationale du Nigéria durant la Summer League. Il guide les Mavs avec 23 points, 9 rebonds, 2 passes et 1 interception. Il marque notamment un incroyable tir à trois points à 2 minutes 15 secondes de la fin pour donner l'avantage aux Mavs qui gagnent 89-85.
Le 6 juillet, l'équipe de Summer League des Mavericks joue son premier match de la Toshiba Vegas Summer League, lors duquel elle paraît particulièrement faible, s'inclinant contre l'équipe de Summer League des Nuggets de Denver 85-113. Ager mène toutefois les Mavs avec 17 points (meilleure performance de l'équipe). Le 8 juillet, les Mavs affrontent l'équipe de Summer League des Celtics de Boston et perdent à nouveau (91-85). Ager, une fois encore, guide l'équipe avec 23 points et 2 passes. Malgré une blessure au doigt, Ager continue à conduire les Mavs jusqu'à la fin de la Toshiba Vegas Summer League, compétition dont il est nommé dans l'équipe-type.
Le 19 février 2008, il fait partie de l'échange impliquant plusieurs joueurs qui permet aux Mavericks de recruter Jason Kidd. Il est envoyé chez les 66ers de Tulsa en NBDL.
À l'issue de la saison 2008-2009, il rejoint l'Espagne, pour évoluer en Liga ACB avec le club de Cajasol Séville. Toutefois, Dès le mois de janvier 2010, il demande à son club la rupture de son contrat et retourne aux États-Unis.
Le 24 septembre 2010, alors qu'il est agent libre, il signe chez les Timberwolves du Minnesota mais il n'y joue que quatre matchs et est coupé le 11 novembre.

### Clubs successifs
- 2006-Fév.2008 :  Mavericks de Dallas (NBA)
  - 2006-2007 :  Flyers de Fort Worth (NBDL)
  - 2007-Fév.2008 :  66ers de Tulsa (NBDL)
- Fév.2008-2009 :  Nets du New Jersey (NBA)
- 2009-Jan.2010 :  Cajasol Séville (Liga ACB)
- Fév.2010-2010 :  Red Claws du Maine (NBDL)
- Sept.-Nov.2010 :  Timberwolves du Minnesota (NBA)

## Statistiques

### Universitaires
Les statistiques en matchs universitaires de Maurice Ager sont les suivants :
| Année     | Équipe         | Matches | Titul. | Min./m. | %tir | %3pts | %l-f | rbds/m. | pass/m. | int/m. | ctr/m. | pts/m. |
| --------- | -------------- | ------- | ------ | ------- | ---- | ----- | ---- | ------- | ------- | ------ | ------ | ------ |
| 2002-2003 | Michigan State | 27      | 4      | 17,1    | 40,0 | 39,7  | 77,5 | 2,3     | 0,6     | 0,2    | 0,4    | 6,7    |
| 2003-2004 | Michigan State | 30      | 4      | 22,5    | 38,7 | 34,9  | 70,5 | 3,2     | 0,7     | 0,4    | 0,3    | 8,5    |
| 2004-2005 | Michigan State | 33      | 31     | 26,3    | 47,6 | 40,2  | 82,2 | 3,9     | 1,8     | 0,7    | 0,2    | 14,1   |
| 2005-2006 | Michigan State | 34      | 34     | 34,4    | 45,7 | 37,6  | 76,1 | 4,1     | 2,5     | 0,7    | 0,3    | 19,3   |
| Total     |                | 124     | 73     | 25,6    | 44,1 | 38,0  | 77,5 | 3,4     | 1,5     | 0,5    | 0,3    | 12,5   |